# Dick Ferguson
Dick Ferguson (ur. 16 marca 1949 roku w Nowym Jorku, zm. 26 września 2010 roku w Los Angeles) – amerykański kierowca wyścigowy.

## Kariera
Ferguson rozpoczął karierę w międzynarodowych wyścigach samochodowych w 1975 roku od startów w Amerykańskiej Formule Super Vee Robert Bosch/Valvoline Championship, gdzie jednak nie zdobywał punktów. W późniejszym okresie Amerykanin pojawiał się także w stawce SCCA/USAC F5000 Championship, USAC Mini-Indy Series, Atlantic Championship, USAC National Championship, CART Indy Car World Series, Indianapolis 500 oraz World Challenge for Endurance Drivers.
W CART Indy Car World Series Carter startował w latach 1979-1985, 1987-1988. Najlepsze osiągnięcie Amerykanin zdobył w 1980 roku, kiedy uzbierane 315 punktów dało mu 21. miejsce w końcowej klasyfikacji kierowców.